# Delém
Vladem Lázaro Ruiz Quevedo, más conocido como Delém (São Paulo, Brasil; 15 de abril de 1935-Buenos Aires, Argentina; 28 de marzo de 2007) fue un destacado jugador de fútbol brasileño, que se desempeñó como mediocampista y delantero. Se destacó especialmente como jugador en los clubes Gremio y Vasco da Gama de Brasil y luego en River Plate de Argentina. En este último club se destacó, luego de retirarse como jugador, como descubridor de talentos y formador de jugadores infantiles durante más de veinte años. 
Delém falleció el 28 de marzo de 2007, luego de descomponerse mientras se encontraba en una confitería de la calle Paraguay al 500, en la Ciudad de Buenos Aires.

## Trayectoria

### Como jugador
Su primera década jugador de fútbol fueron en la liga de Río Grande do Sul, jugando para el Gremio, entre 1952 y 1958. Este último año pasó al Vasco da Gama, de Río de Janeiro, saliendo campeón del torneo carioca y del torneo paulista-carioca, el más importante de características nacionales que se disputaba por entonces en Brasil. 
En 1961 fue adquirido por el club River Plate de Buenos Aires, uno de los principales equipos de Argentina, donde integró el equipo hasta 1969, disputando 98 partidos y haciendo 35 goles. Delem integró en River una delantera inusual para el fútbol argentino, integrada exclusivamente por jugadores extranjeros, junto a Domingo Pérez (uruguayo), Moacir (brasileño), Pepillo (español) y Roberto (brasileño). En los nueve años que jugó River estableció fuertes lazos con los simpatizantes y la institución, al punto que luego de su retiro, volvió al club para hacerse cargo de las categorías inferiores, durante más de veinte años.
Delém perteneció a River hasta 1968, siendo reconocido por su juego "exquisito y cerebral". En ese período River salió subcampeón argentino en los años 1962 (donde marcó 19 goles y se ubicó tercero en la tabla de goleadores), 1963, 1965, 1966 y 1968.
Entre las páginas exitosas protagonizadas por Delem en River se encuentran los triunfos en 1961 contra el Real Madrid (3-2), en ese momento pentacampeón europeo y campeón mundial.

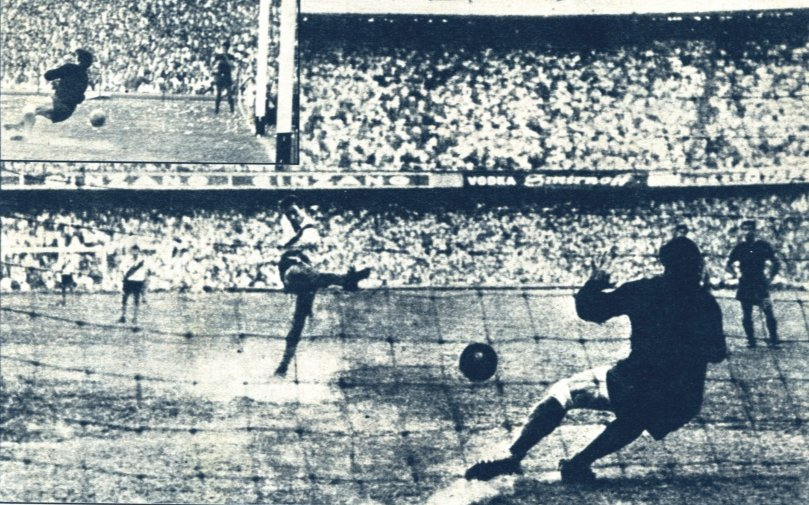
1962: Delém (River) patea el famoso penal que Roma (Boca) ataja adelantándose.

Entre las páginas desgraciadas, uno de sus episodios más recordados, fue polémico patear un penal que definía contra Boca el campeonato de 1962, en el que Antonio Roma, el arquero, lo atajó luego de adelantarse visiblemente. En el año 2000, en el libro River, el campeón del siglo, Delém recordó el incidente del penal atajado por Roma del siguiente modo:

Perdimos el campeonato por aquel penal que me atajó Roma, adelantándose un montón de metros. Siempre recuerdo las palabras del árbitro Nai Foino: "Un penal bien pateado es gol seguro, así que no proteste".
Delém

En 1969 fue transferido a la Universidad Católica de Chile. Al finalizar el campeonato chileno de aquel año, volvió al fútbol brasileño, jugando para el América de Río de Janeiro, donde se retiró a los 36 años.
En la selección de fútbol de Brasil fue el máximo goleador de la Copa Roca 1960 cuando Brasil alineó un equipo alternativo.

### Como Director Técnico
Fue también director técnico de River Plate, Huracán, Vélez Sarsfield, Argentinos Juniors y San Lorenzo.
Durante la década del 1970/80 dirigió técnicamente a River Plate, Vélez Sarsfield, Argentinos Juniors (dirgiéndo a Maradona en sus inicios) y San Lorenzo de Almagro, Posteriormente a Gimnasia y Esgrima de Jujuy y de Mendoza.
A partir de la década de 1990 se desempeñó en River como Director Técnico Gral. de fútbol amateur, su ojo clínico descubrió talentos y fue formador de jugadores en las inferiores del club. Entre los jugadores relacionados con Delém se encuentran Falcao García, los hermanos Higuaín, Augusto Fernández, Matías Almeyda, Marcelo Gallardo, Hernán Crespo, Pablo Aimar, Javier Saviola y Javier Mascherano, entre otros.
En 2001, el entonces presidente del Club, José María Aguilar, prescindió de sus servicios.
Se desempeñó luego como cazador de talentos para el show televisivo Camino a la gloria. Además fue asesor del fútbol juvenil del club Ferro Carril Oeste.

## Clubes

### Como jugador
| Club                 | País      | Año       | Partidos | Goles |
| -------------------- | --------- | --------- | -------- | ----- |
| Grêmio               | Brasil    | 1952-1958 | ?        | ?     |
| Vasco da Gama        | Brasil    | 1958-1961 | 29       | 9     |
| River Plate          | Argentina | 1961-1968 | 108      | 35    |
| Universidad Católica | Chile     | 1969      | 17       | 11    |
| América              | Brasil    | 1970      | ?        | ?     |

### Como entrenador
| Club               | País      | Año       |
| ------------------ | --------- | --------- |
| River Plate        | Argentina | 1973      |
| Huracán            | Argentina | 1975      |
| Vélez Sarsfield    | Argentina | 1976-1977 |
| Argentinos Juniors | Argentina | 1979      |
| San Lorenzo        | Argentina | 1980      |
| River Plate        | Argentina | 2000      |

### Como asistente técnico
| Club        | País           | Año       |
| ----------- | -------------- | --------- |
| River Plate | Argentina      | 1971      |
| Al-Ahli     | Arabia Saudita | 1977-1978 |

## Palmarés

### Campeonatos regionales
| Torneo               | Club          | País   | Año  |
| -------------------- | ------------- | ------ | ---- |
| Campeonato Carioca   | Vasco da Gama | Brasil | 1958 |
| Torneo Río-São Paulo | Vasco da Gama | Brasil | 1958 |